# Laurent Broomhead
 (février 2017).
Si vous disposez d'ouvrages ou d'articles de référence ou si vous connaissez des sites web de qualité traitant du thème abordé ici, merci de compléter l'article en donnant les références utiles à sa vérifiabilité et en les liant à la section « Notes et références ».
Laurent Broomhead, né le 5 février 1954 à Paris XVIIe, est producteur et animateur de télévision et de radio, spécialisé dans les sciences et la santé. Passionné de chevaux, il possède et élève des pur-sang et des trotteurs.

## Biographie
Le 1er février 1972, étudiant en classes préparatoires de mathématiques au lycée Condorcet à Paris, il est repéré comme candidat brillant au jeu Des chiffres et des lettres diffusé sur la deuxième chaîne. Son cursus se poursuit par des études d'ingénieur en électronique à l'École nationale supérieure d'électrotechnique, d'électronique, d'informatique, d'hydraulique et des télécommunications (ENSEEIHT) de Toulouse.

### Journaliste, animateur et producteur

#### Dans la presse écrite
À la sortie de l'école en 1976, il devient journaliste scientifique à Sciences et Avenir jusqu'en 1985, et écrit de nombreux livres.

#### À la télévision
Le jeune ingénieur est chargé d’animer la rubrique scientifique de Un sur cinq, une émission pour adolescents présentée par Patrice Laffont sur Antenne 2. À la demande de Jean-Pierre Elkabbach, Laurent Broomhead crée en 1978 la rubrique météo du journal télévisé d'Antenne 2 de Patrick Poivre d'Arvor qu'il anime pendant quatre ans. C’est pendant cette période qu’il vulgarise la présentation de la météo en racontant l'évolution du temps devant un fond bleu ouvrant ainsi la voie à l'incrustation d'image (chroma key ou incrustation). De 1979 à 1983, il est producteur et présentateur d’émissions scientifiques toujours sur Antenne 2, devenant le plus jeune producteur TV français. Il remporte un fier succès avec des émissions de vulgarisation scientifique, Objectif demain puis Planète bleue, réalisées en direct à 20 h 45 par Jean-Pierre Spiero. Il présente pour la première fois un clonage d'embryons de veaux et explique les bébés-éprouvette dans l'émission Les bébés de l'an 2000. Il réalise la première émission sur le SIDA en 1983.
De 1991 à 2000, Laurent Broomhead fait son retour à la télévision pour coprésenter l'émission de jeu Pyramide avec Patrice Laffont et Marie-Ange Nardi. Il était l'un des deux « maîtres mots » dans ce jeu télévisé : il formait un couple avec un candidat face à un second couple. Ce jeu télévisé lui a valu deux 7 d'Or du meilleur animateur (vote du public) avec Patrice Laffont et Marie-Ange Nardi. Il a par ailleurs remporté le « trophée spécial animateurs » de Questions pour un champion.
C’est lui qui a commenté en direct l'éclipse du 11 août 1999 depuis Fécamp. Il a également présenté la 12e Nuit des étoiles et participé à plusieurs Téléthon. En septembre 2000, il rejoint Martine Allain-Regnault pour produire et présenter le magazine de santé sur France 2 Savoir plus santé. L’émission s’achève en 2006.
Du 15 octobre 2007 au 1er avril 2016, Laurent Broomhead présente La Matinale, de 7 h 30 à 8 h 30, en direct sur la chaîne télévisée Equidia, consacrée aux chevaux, sa passion.
Il est également apparu à la télévision en tant qu'acteur. Il a ainsi joué le rôle du docteur Guillotin dans La Comtesse de Charny diffusé sur TF1 en 1989, celui du curé dans le Fil à la patte de Feydeau pour France 2 en 2005, puis celui du jardinier dans l'opérette Trois jeunes filles nues en 2006 où il joue, mais chante aussi.

##### Présentation d'émissions
- 1978-1982 : Météo (Antenne 2)
- 1979-1981 : Objectif demain (Antenne 2)
- 1982-1983 : Planète bleue (Antenne 2)
- 1983 : Enquête publique (Antenne 2)
- 1991-2000 : Pyramide (Antenne 2) et (France 2)
- 2000-2006 : Savoir Plus Santé (France 2)
- 2002 : 12e Nuit des Étoiles (France 2)
- 2007-2016 : La Matinale (Equidia) et (Equidia Live)

#### À la radio
En 1983, il rejoint France Inter où il produit et présente de nombreux programmes de vulgarisation scientifique (Les Récréatifs Associés), dont un hebdomadaire en public croisant les regards d'un scientifique et d'un chanteur. En 1984, toujours sur France Inter, il présente une émission quotidienne de jeu intellectuel : Et un raton-laveur. De 2005 à 2007, Laurent Broomhead anime La science en livre sur France Info, chronique hebdomadaire sur les livres scientifiques.

### Consultant en communication et créateur multimédia
Laurent Broomhead est consultant en communication dans le secteur scientifique (industrie, énergie, environnement, université et recherche scientifique, médical). Il prépare et anime de nombreux événements : tables rondes, colloques, remises de prix, assises.
Il a donné pendant 9 ans des cours de communication à la Sorbonne (diplôme Technique et Langages des Médias), axés sur la conception des scénarios d'émissions de télévision et d'événements.
Laurent Broomhead est le gérant de la société LBC qui, outre les produits multimédias, produit notamment l'émission Sophie.Club diffusée sur Equidia, un magazine hebdomadaire destiné aux jeunes passionnés d'équitation, présenté par Sophie Thalmann, ainsi que des documentaires : "La Route du Poisson" (2008), "Les chevaux du Puy-du-Fou" (2009) et à l'étranger (Espagne, Portugal, Argentine…). Laurent Broomhead s'est également lancé dans l’édition de plusieurs CD-Rom et DVD-Rom avec sa société de production LBC : 
- Cheval ! L’encyclopédie et les Galops (CD-Rom - 2001)
- Poney-Club, les aventures de Karakol (CD-Rom - 2003)
- Poney club 2 : La fête de Karakol (CD-Rom - 2005)
- La grande encyclopédie du cheval (DVD-Rom - 2006)

### La passion des chevaux
De son grand-père, lad à Maisons-Laffitte, il tient sa passion pour le cheval et découvre très tôt les hippodromes. C'est d'ailleurs pour l'hippodrome de la Cépière qu'il choisit son école d'ingénieurs à Toulouse. Propriétaire et éleveur de pur-sang avec Tony Clout pendant plus de 15 ans (Northern Place, Pyramidale, Pyramidion…), il est membre élu du Comité de France Galop de 1999 à 2007, présidé par Jean-Luc Lagardère, puis Édouard de Rothschild. Il produit avec LBC 700 programmes courts À cheval ! pour France 2 (à 20 h 30 de 1996 à 1998). Il imagine et dirige plus de dix ans la théâtralisation de toutes les grandes réunions de France Galop, et en particulier le Prix de l'Arc de Triomphe. Il devient aussi propriétaire de trotteurs avec Frédéric Prat et son champion Canari Match s'illustre à Vincennes dans toutes les courses classiques.

## Publications
Laurent Broomhead a réalisé de nombreux ouvrages de vulgarisation scientifique .
- Je découvre la météorologie (A. Leson - 1978).
- Éviter les pièges de la hi-fi (Hachette – 1979).
- La télévision déchaînée (coécrit avec Pierre Kohler, paru en 1980 aux éditions Hachette).
- Objectif Demain (coécrit avec Pierre Kohler, Presses de la Renaissance P. - 1980).
- La nature (Hachette Jeunesse – 1982).
- La préhistoire (Hachette – 1982).
- Robots, ordinateurs et micro-électronique (France Loisirs – 1983).
- L'univers (Hachette Jeunesse - 1984).
- À la conquête de l'espace (Fernand Nathan, 1991).